# Rychtal
Rychtal est une localité polonaise, siège de la gmina rurale de Rychtal, située dans le powiat de Kępno en voïvodie de Grande-Pologne. Elle se situe à environ 18 kilomètres au sud-ouest de Kępno et à 153 kilomètres au sud-est de Poznań, la capitale régionale. 